# Verrucaria margacea
Verrucaria margacea är en lavart som först beskrevs av Göran Wahlenberg, och fick sitt nu gällande namn av Göran Wahlenberg. Verrucaria margacea ingår i släktet Verrucaria och familjen Verrucariaceae.  Arten är reproducerande i Sverige. Inga underarter finns listade i Catalogue of Life.